# Wilfred Bennetto
Wilfred Melville Bennetto (1902 – 1994) è stato un insegnante e scrittore britannico in lingua cornica.

## Biografia
Svolse la professione d'insegnante d'inglese dal 1943 al 1964 presso la Sedhurst Grammar School for Boys di Croydon, allora nella contea del Surrey ma oggi borgo di Londra.
Fu eletto membro del Gorseth Kernow (associazione letteraria della Cornovaglia) nel 1968, sotto lo pseudonimo bardico di Abransek (Persona dalle sopracciglia a cespuglio).
La sua poesia celebrava sia figure popolari a lui contemporanee, sia argomenti storici e mitologici molto comuni nella poesia in cornico del tempo.
Il suo più importante contributo alla letteratura cornica moderna fu l'opera An Gurun Wosek a Geltya (La corona sanguinaria del Paese celtico), primo romanzo originale in lingua cornica. È scritto da una prospettiva filo-monarchica, e consiste in un thriller romantico ambientato nel contesto dell'odierno clima di sovvertimento e conflitto nei Paesi celtici.

## Opere

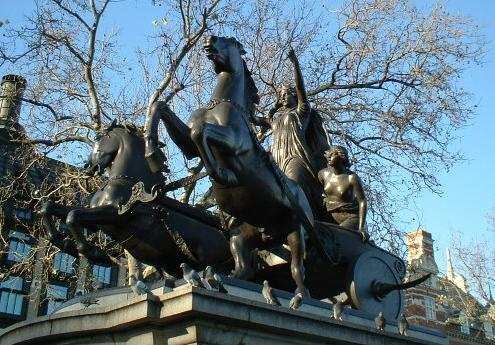
Statua di Boadicea.

- An Lef Kernewek, 1969   (Rivista che contiene alcune sue poesie)
- Kernow, 1974   (Rivista che contiene alcune sue poesie)
- Whethlow Pymp Mynsen, Headland Printing, Penzance, 1974
- Whethlow Kernewek (Cornish Stories), 1978
- And Shall Tregeale Die?, Headland Publications, Penzance, 1979, ISBN 0-905920-09-0
- An Gurun Wosek a Geltya, Dyllansow Truran, 1984, ISBN 1-85022-000-X
- The Saints of Cornwall; and Other Poems, Dyllansow Truran, 1986, ISBN 1-85022-023-9